# フィンランドのユーロ硬貨

ユーロのシンボル

フィンランドのユーロ硬貨（フィンランドのユーロこうか）では、フィンランドにおけるユーロ硬貨について記述する。
ユーロ (EUR, €) は、欧州連合に加盟しているフィンランドを含む多くの国で使われている通貨である。
ユーロ硬貨の片面はユーロ圏全域共通のデザイン、もう片面は各国の独自のデザインとなっている。各国共通の表面の詳細はユーロ硬貨を参照。2ユーロ硬貨以外の縁（へり）のデザインもまた、全域で共通である。独自デザインとされている裏面も、欧州連合を象徴する12個の星と発行年を西暦で表示することは共通である。
フィンランドのユーロ硬貨は、フィンランド銀行によって発行されている。

## 第一次 (2002 - 2006)
第一次フィンランドのユーロ硬貨は、デザインが3種類あり、その1つは、フィンランドの国章に描かれている剣をふるうライオンで、ユーロ導入以前の通貨であったマルッカ硬貨のデザインを引き継ぐ。
| € 0.01                            | € 0.02                 | € 0.05 |
|                                   |                        | |
| ライオン （フィンランドの国章）   |                        | |
| € 0.10                            | € 0.20                 | € 0.50 |
|                                   |                        | |
| ライオン （フィンランドの国章）   |                        | |
| € 1.00                            | € 2.00                 | € 2 の縁（へり） |
|                                   |                        | € 2 硬貨の側面部には、フィンランドの2つの公用語による国名、フィンランド語の "SUOMI" とスウェーデン語の "FINLAND" に続き、国章のライオンの頭部が3つ刻印されている。 |
| フィンランドの大地を飛ぶ2羽の白鳥 | クラウドベリーの実と花 | |

## 第二次 (2007 - 現在)
2007以降に鋳造された硬貨には、発行国の識別記号として、フィンランド(Finland)の頭文字である「FI」の文字が追加されている。
| € 0.01                            | € 0.02                 | € 0.05 |
|                                   |                        | |
| ライオン （フィンランドの国章）   |                        | |
| € 0.10                            | € 0.20                 | € 0.50 |
|                                   |                        | |
| ライオン （フィンランドの国章）   |                        | |
| € 1.00                            | € 2.00                 | € 2 の縁（へり） |
|                                   |                        | € 2 硬貨の側面部には、フィンランドの2つの公用語による国名、フィンランド語の "SUOMI" とスウェーデン語の "FINLAND" に続き、国章のライオンの頭部が3つ刻印されている。 |
| フィンランドの大地を飛ぶ2羽の白鳥 | クラウドベリーの実と花 | |